# Hohgrat
Le Hohgrat est un sommet des préalpes appenzelloises, en Suisse. Culminant à 995 mètres d'altitude, il s'agit du point culminant du canton de Thurgovie. Il est situé sur la frontière entre ce canton et celui de Saint-Gall.

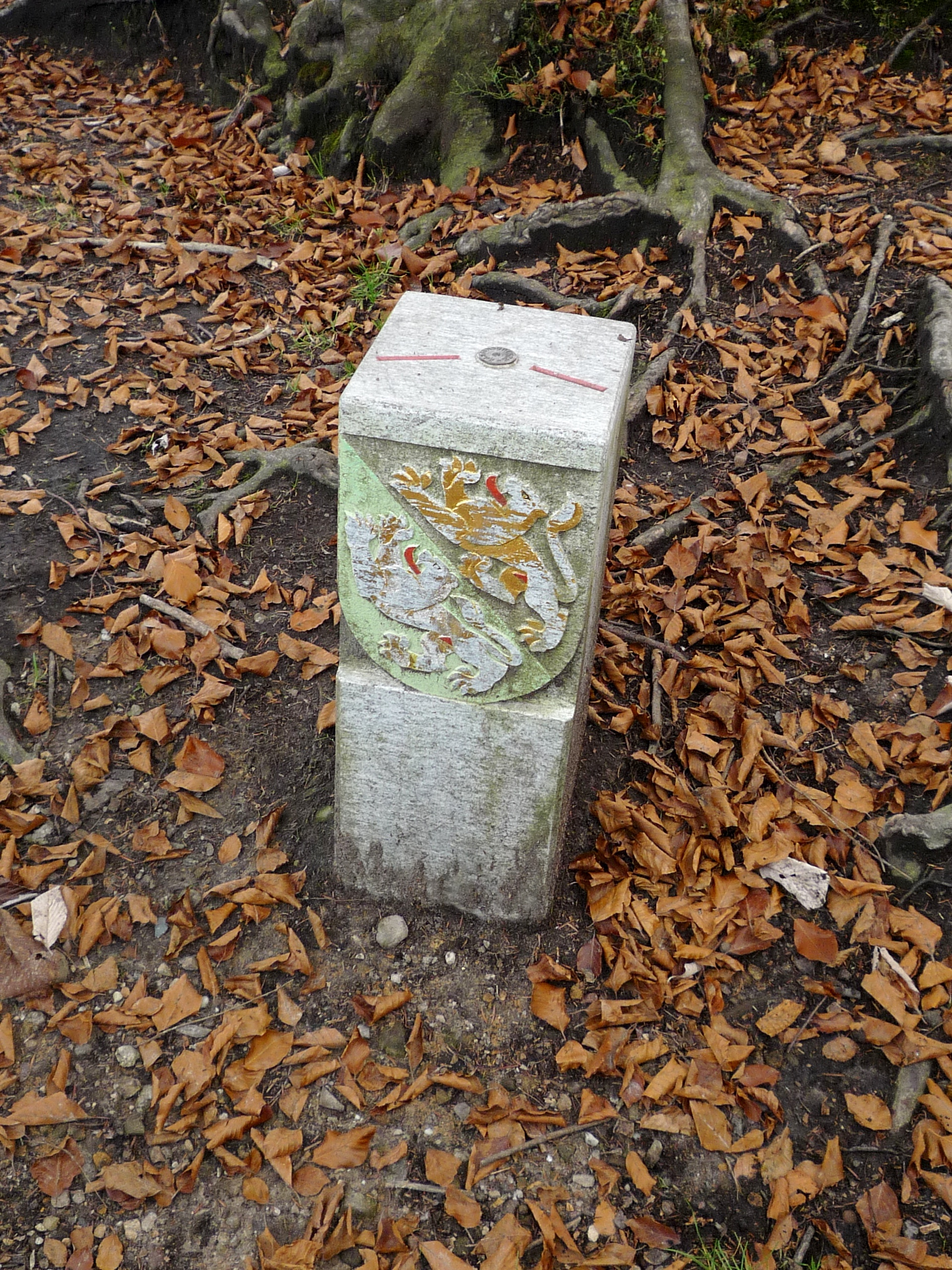
Borne au sommet.